# Jefferson (Wisconsin)
Jefferson é uma cidade localizada no estado norte-americano de Wisconsin, no Condado de Jefferson.

## Demografia
Segundo o censo norte-americano de 2000, a sua população era de 7338 habitantes.
Em 2006, foi estimada uma população de 7721, um aumento de 383 (5.2%).

## Geografia
De acordo com o United States Census Bureau tem uma área de
12,0 km², dos quais 11,5 km² cobertos por terra e 0,5 km² cobertos por água. Jefferson localiza-se a aproximadamente 244 m acima do nível do mar.

## Localidades na vizinhança
O diagrama seguinte representa as localidades num raio de 16 km ao redor de Jefferson.